# European Sevens Championship Femenino 2003
El European Sevens Championship Femenino de 2003 fue la primera edición del campeonato de selecciones nacionales femeninas europeas de rugby 7.

## Fase de grupos

### Grupo A
| Equipo          | Encuentros | Encuentros | Encuentros | Encuentros | Tantos  | Tantos    | Tantos     | Puntos |
| Equipo          | jugados    | ganados    | empatados  | perdidos   | a favor | en contra | diferencia | Puntos |
| --------------- | ---------- | ---------- | ---------- | ---------- | ------- | --------- | ---------- | ------ |
| España          | 4          | 4          | 0          | 0          | 162     | 5         | +157       | 12     |
| Suiza           | 4          | 3          | 0          | 1          | 131     | 24        | +107       | 10     |
| Bélgica         | 4          | 2          | 0          | 2          | 31      | 79        | -48        | 8      |
| Noruega         | 4          | 1          | 0          | 3          | 12      | 112       | -100       | 6      |
| República Checa | 4          | 0          | 0          | 4          | 5       | 121       | -116       | 4      |

### Grupo B
| Equipo   | Encuentros | Encuentros | Encuentros | Encuentros | Tantos  | Tantos    | Tantos     | Puntos |
| Equipo   | jugados    | ganados    | empatados  | perdidos   | a favor | en contra | diferencia | Puntos |
| -------- | ---------- | ---------- | ---------- | ---------- | ------- | --------- | ---------- | ------ |
| Francia  | 4          | 4          | 0          | 0          | 165     | 5         | +160       | 12     |
| Suecia   | 4          | 3          | 0          | 1          | 68      | 50        | +18        | 10     |
| Portugal | 4          | 2          | 0          | 2          | 90      | 39        | +51        | 8      |
| Croacia  | 4          | 1          | 0          | 3          | 24      | 129       | -105       | 6      |
| Bulgaria | 4          | 0          | 0          | 4          | 5       | 129       | -124       | 4      |

## Fase Final

#### Copa de oro
|  | Semifinales | Semifinales | Semifinales |         |        | Copa         | Copa         | Copa         |  |
|  |             |             |             |         |        |              |              |              |  |
|  |             |             |             |         |        |              |              |              |  |
|  | España      | España      | 49          |         |        |              |              |              |  |
|  | España      | España      | 49          |         |        |              |              |              |  |
|  | Suecia      | Suecia      | 0           |         |        |              |              |              |  |
|  | Suecia      | Suecia      | 0           |         | España | España       | 21           |              |  |
|  |             |             |             |         | España | España       | 21           |              |  |
|  |             |             | Francia     | Francia | 12     |              |              |              |  |
|  | Francia     | Francia     | Francia     | Francia | 12     | 35           |              |              |  |
|  | Francia     | Francia     |             |         |        | 35           |              |              |  |
|  | Suiza       | Suiza       | 0           |         |        | Tercer lugar | Tercer lugar | Tercer lugar |  |
|  | Suiza       | Suiza       | 0           |         |        | Tercer lugar | Tercer lugar | Tercer lugar |  |
|  |             |             |             |         |        |              |              |              |  |
|  |             |             |             |         |        | Suiza        | Suiza        | 5            |  |
|  |             |             |             |         |        | Suiza        | Suiza        | 5            |  |
|  |             |             |             |         |        | Suecia       | Suecia       | 0            |  |
|  |             |             |             |         |        | Suecia       | Suecia       | 0            |  |
|  |             |             |             |         |        |              |              |              |  |

| Bandera de España |
| Campeón España    |
| Primer título     |